# Kenny Adeleke
Kenny Adeleke, né le 17 février 1984, à Kaduna, au Nigeria, est un joueur nigérian de basket-ball. Il évolue au poste de pivot.